# Атака Центра миграции в Таджуре
Атака Центра миграции в Таджуре (Ливия) произошла 3 июля 2019 года. Центр работал в качестве убежища для мигрантов и беженцев, которые пытаются добраться до Европы. По информации Совета по правах человека ООН, в помещении которое было разрушено ударом «проживали около 600 человек». По меньшей мере, 53 человека погибли и 130 получили ранения.

## Атака
В апреле 2019 года Ливийская национальная армия под командованием Халифы Хафтара начала наступление на силы Правительства национального единства с целью взять Триполи. В мае после авиаудара по цели, которая находилась меньше чем 100 м от Центра миграции, Управление Верховного комиссара Организации Объединённых Наций по делах беженцев призывала эвакуировать беженцев и мигрантов, которые находятся в зоне конфликта.
Вечером 3 июля был нанесён авиаудар по военному лагерю сил УНА, силами ВВС ЛНА. Одна из ракет взорвалась в ангаре, в которым проживало около 120 человек. По данным ООН, от авиаудара погибло как минимум 53 человека, а более 130 получили ранения. В момент, когда мигранты покидали центр, Ливийская гвардия открыла по ним огонь.
Информационный центр Западного оперативного штаба ЛНА заявил, что «армия не наносила удара по центру содержания нелегальных мигрантов». В штабе отметили, что ВВС ЛНА точечными ударами вечером 3 июля бомбили военный лагерь лояльных Правительству национального единства и их склады с оружием, которые находятся в тем же районе. После успешного авианалёта, сообщили в ЛНА, боевики, чтобы «ввести в заблуждение общественное мнение и переложить вину на армию, обстреляли из миномётных установок центр содержания нелегальных мигрантов».

### Реакция
- ООН: Верховный комиссар ООН по правам человека Мишель Бачелет и глава миссии в Ливии Гасан Салами публично заявили, что это нападение может представлять собой военное преступление. Генсекретарь ООН Антониу Гутерриш выступил с инициативой о проведении независимого расследования.